# Lumières dans la nuit
Lumières dans la nuit (sigla: LDLN) è una rivista mensile francese di ufologia, creata nel 1958 da Raymond Veillith e nota a partire dagli anni settanta. Ha sede a Parigi e tratta di casi riferibili UFO o UFO crash in Europa. È considerata la principale rivista francese specializzata sull'argomento.
Lo statunitense J. Allen Hynek ha collaborato con questa rivista.